# Borgo Incoronata
Borgo Incoronata is een plaats (frazione) in de Italiaanse gemeente Foggia.